# شهید قربانی
شهید قربانی یک منطقهٔ مسکونی در ایران است که در دهستان فجر (گنبد کاووس) واقع شده‌است. شهید قربانی ۷۹ نفر جمعیت دارد.